# Guillermo Cosío
Guillermo Cosío Sánchez (* 15. September 1958 in Mexiko-Stadt), auch bekannt unter dem Spitznamen Caballo, ist ein ehemaliger mexikanischer Fußballspieler, der vorwiegend im Mittelfeld agierte, und späterer Fußballtrainer.

## Laufbahn
Cosío begann seine Profikarriere in der Saison 1976/77 beim CD Zacatepec und verbrachte die beiden folgenden Spielzeiten bei den in der Hauptstadt beheimateten Vereinen CD Cruz Azul (1977/78) und CF Atlante (1978/79), bevor er beim in der Nachbarstadt Nezahualcóyotl beheimateten CD Coyotes Neza seine erste langfristige Station hatte. Anschließend wechselte er zum Puebla FC, bei dem er die erfolgreichste Zeit seiner sportlichen Laufbahn erlebte. In den Jahren 1988 und 1990 gewann Cosío mit den Camoteros den mexikanischen Pokalwettbewerb und darüber hinaus 1990 auch die Fußballmeisterschaft. 
Nachdem er 1991 seine aktive Laufbahn beendet hatte, begann Cosío eine Tätigkeit als Trainer. Nach einer mehrjährigen Tätigkeit im Trainerstab seines letzten Vereins Puebla FC war er zwischen 2007 und 2012 als Cheftrainer für diverse Mannschaften der Segunda und Tercera División tätig. 

## Erfolge
- Mexikanischer Meister: 1990
- Mexikanischer Pokalsieger: 1988, 1990